# The Best of Chic, Volume 2
| Recensione | Giudizio |
| ---------- | -------- |
| AllMusic   | [ 1 ]    |

The Best of Chic, Volume 2 è una compilation della band statunitense Chic, pubblicata nel 1992.

## Tracce
1. Rebels Are We – 3:21 – dall'album Real People
2. What About Me – 4:18 – dall'album Risqué
3. 26 – 4:04 – dall'album Real People
4. Will You Cry (When You Hear This Song) – 4:09 – dall'album Risqué
5. Stage Fright – 3:39 – dall'album Take It Off
6. Real People – 3:46 – dall'album Real People
7. Hangin' – 3:38 – dall'album Tongue in Chic
8. Give Me the Lovin' – 3:32 – dall'album Believer
9. At Last I Am Free – 7:11 – dall'album C'est Chic
10. Just Out Of Reach – 3:47 – dall'album Take It Off
11. When You Love Someone – 5:08 – dall'album Tongue in Chic
12. Your Love Is Cancelled – 4:15 – dall'album Take It Off
13. Believer – 5:07 – dall'album Believer
14. You Are Beautiful – 4:36 – dall'album Believer
15. Flash Back – 4:30 – dall'album Take It Off
16. You Can't Do It Alone – 4:47 – dall'album Real People
17. Tavern on the Green – 2:15 – dall'album Soup for One